# Kenia en los Juegos Paralímpicos de Pekín 2008
Kenia estuvo representada en los Juegos Paralímpicos de Pekín 2008 por trece deportistas, diez hombres y tres mujeres.

## Medallistas
El equipo paralímpico keniano obtuvo las siguientes medallas:
| Nombre               | Deporte   | Evento                   |
| -------------------- | --------- | ------------------------ |
| Oro                  |           |                          |
| Henry Kirwa          | Atletismo | 1500 m T13 masculino     |
| Henry Kirwa          | Atletismo | 5000 m T13 masculino     |
| Henry Kirwa          | Atletismo | 10 000 m T12 masculino   |
| Abraham Tarbei       | Atletismo | 1500 m T46 masculino     |
| Abraham Tarbei       | Atletismo | 5000 m T46 masculino     |
| Plata                |           |                          |
| Mary Nakhumicha      | Atletismo | Jabalina F57/58 femenino |
| Samwel Mushai Kimani | Atletismo | 1500 m T11 masculino     |
| Francis Thuo Karanja | Atletismo | 5000 m T11 masculino     |
| Bronce               |           |                          |
| Henry Wanyoike       | Atletismo | 5000 m T11 masculino     |